# Clermont (Florida)
Clermont és una població dels Estats Units a l'estat de Florida. Segons el cens del 2000 tenia 9.333 habitants.

## Demografia
Segons el cens del 2000, Clermont tenia 9.333 habitants, 3.995 habitatges, i 2.736 famílies. La densitat de població era de 343,5 habitants per km².
Dels 3.995 habitatges en un 22,8% hi vivien nens de menys de 18 anys, en un 55,1% hi vivien parelles casades, en un 10,3% dones solteres, i en un 31,5% no eren unitats familiars. En el 26,3% dels habitatges hi vivien persones soles el 12,5% de les quals corresponia a persones de 65 anys o més que vivien soles. El nombre mitjà de persones vivint en cada habitatge era de 2,29 i el nombre mitjà de persones que vivien en cada família era de 2,73.
Per edats la població es repartia de la següent manera: un 20,1% tenia menys de 18 anys, un 6,3% entre 18 i 24, un 24% entre 25 i 44, un 24,7% de 45 a 60 i un 24,8% 65 anys o més.
L'edat mediana era de 45 anys. Per cada 100 dones de 18 o més anys hi havia 85,5 homes.
La renda mediana per habitatge era de 39.290 $ i la renda mediana per família de 48.216 $. Els homes tenien una renda mediana de 36.240 $ mentre que les dones 26.571 $. La renda per capita de la població era de 21.099 $. Entorn del 6,3% de les famílies i el 7,8% de la població estaven per davall del llindar de pobresa.

## Poblacions més properes
El següent diagrama mostra les poblacions més properes.